# Platysaurus pungweensis
Espèce
Synonymes
- Platysaurus guttatus pungweensis Broadley, 1959
- Platysaurus intermedius blakei Broadley, 1964

Statut de conservation UICN

 LC  : Préoccupation mineure
Platysaurus pungweensis est une espèce de sauriens de la famille des Cordylidae.

## Répartition
Cette espèce se rencontre au Zimbabwe et au Mozambique.

## Liste des sous-espèces
Selon The Reptile Database (3 juillet 2012) :
- Platysaurus pungweensis blakei Broadley, 1964
- Platysaurus pungweensis pungweensis Broadley, 1959

## Étymologie
Son nom d'espèce, composé de pungwe et du suffixe latin -ensis, « qui vit dans, qui habite », lui a été donné en référence au lieu de sa découverte, la rivière rivière Pungwe.

## Publications originales
- Broadley, 1959 : Sauria, Cordylidae: Platysaurus guttatus pungweensis n. subsp. Occasional papers of the National Museums of Rhodesia, ser. B, vol. 23, p. 314-315.
- Broadley, 1964 : A new Platysaurus from central Mozambique. Arnoldia (Rhodesia), vol. 1, n. 5, p. 1-2.